# Parc Nacional de Muran
El Parc Nacional de Muran - (eslovac) Národný park Muránska planina - és un dels nou parcs nacionals d'Eslovàquia. Es troba al centre del país, als districtes de Brezno i Revúca, a la regió de Banská Bystrica. Protegeix l'àrea de Muránska planina (Altiplà de Muran), que és geològicament part de la serralada de Slovenské Rudohorie.
Té una superfície total de 203,18 km², amb una zona perifèrica de 216,98 km².